# Cascada de Cusárare

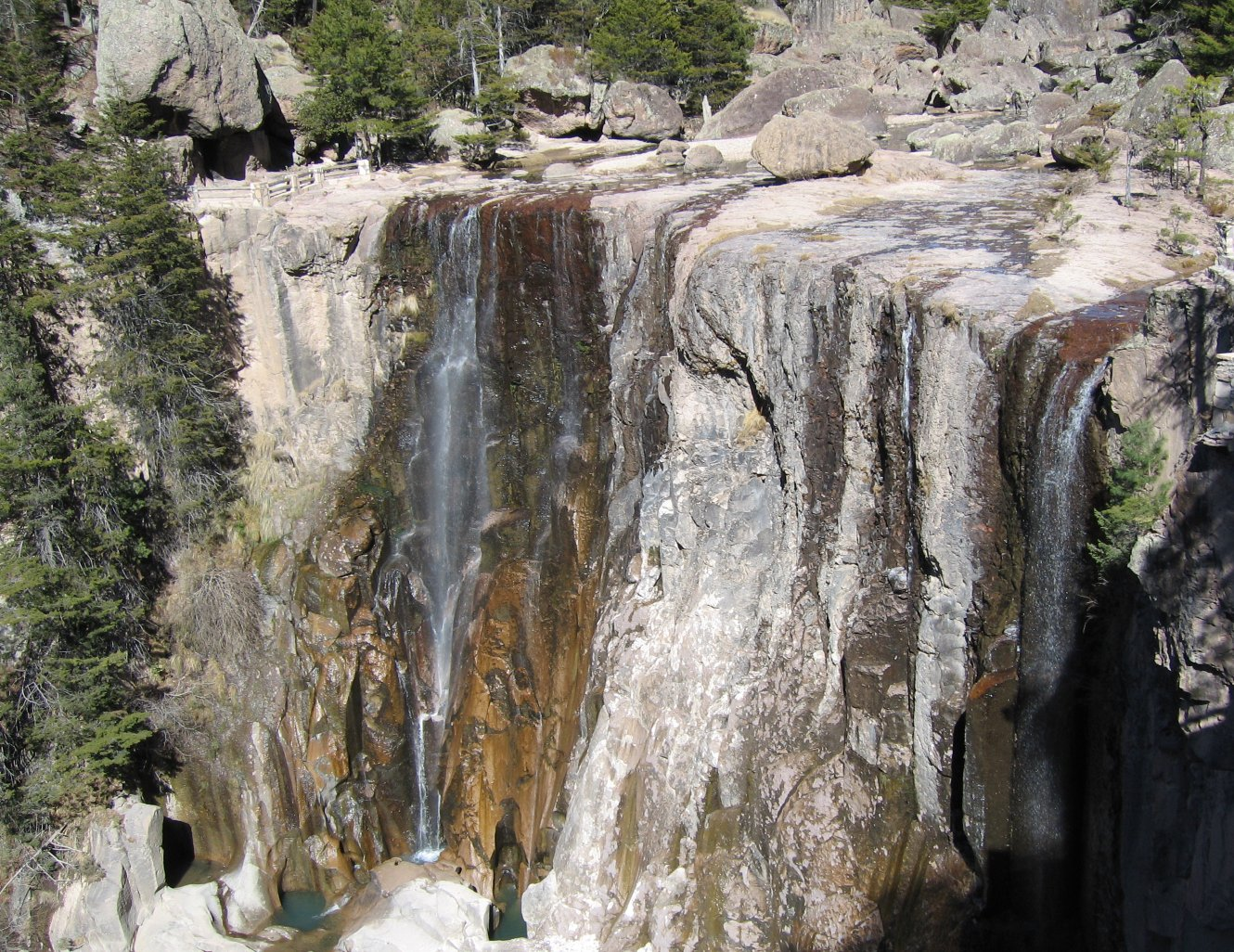
Casada de Cusárare en invierno.

La cascada de Cusárare es una caída permanente de 30 m, considerada una de las cascadas más bonitas de México. Se forma a partir del arroyo con el mismo nombre y está rodeada de un bosque de pinos, siendo parte de la sierra Tarahumara.
Ubicada en el municipio de Guachochi, Chihuahua a unos 25 km al sureste de la ciudad de Creel, Chihuahua, y a 2 km de la misión y comunidad con el mismo nombre.

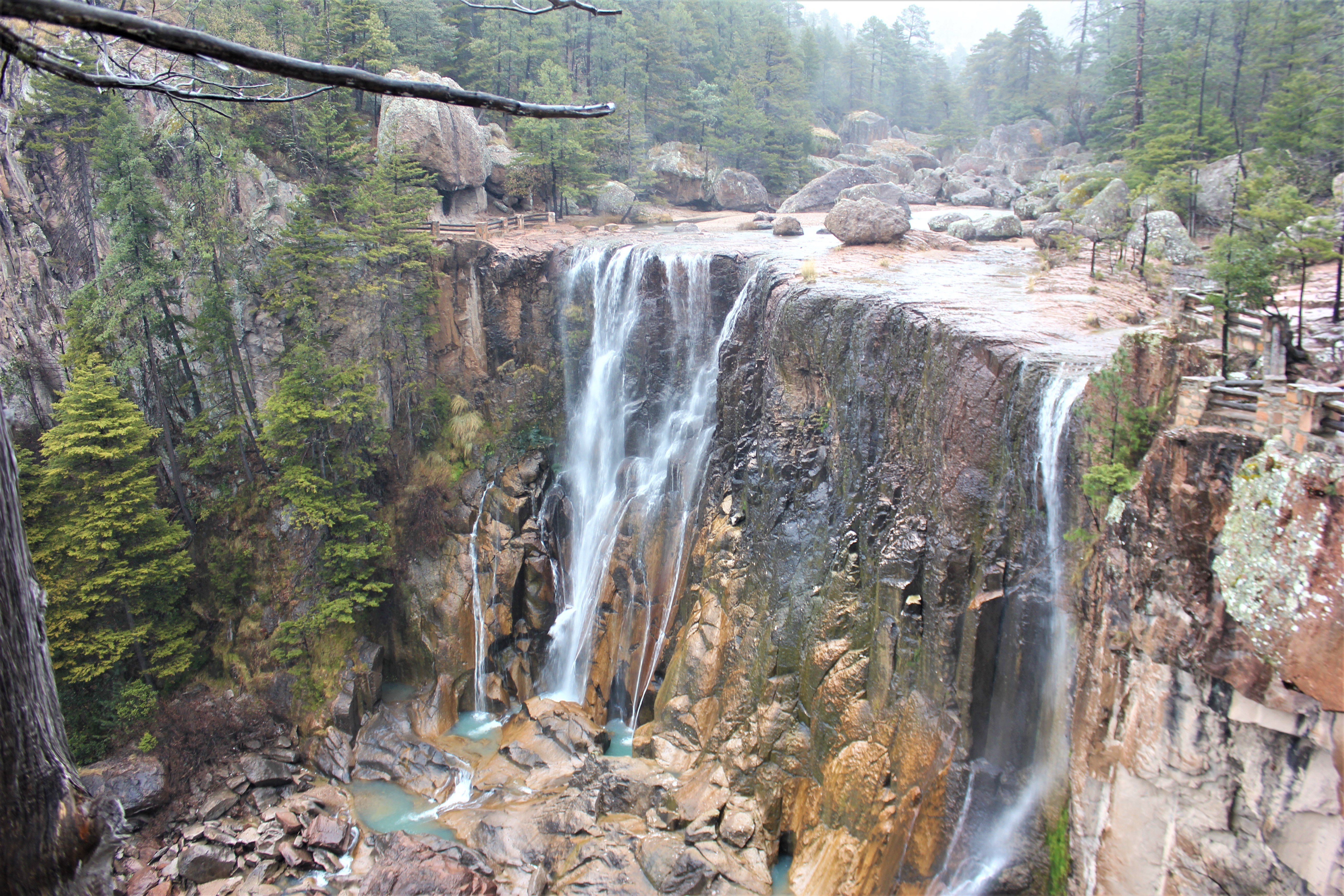
Cascada de Cusárare en enero del 2017.

Para llegar puede tomarse el Ferrocarril Chihuahua al Pacífico (CHEPE) a Creel o bien la carretera de Chihuahua a Creel, luego tomar el camino de Creel a Guachochi y al final hay que caminar una vereda de 2 a 3 km (hay muchos tours desde Creel que hacen el recorrido). 
Aun cuando puede verse todo el año, la mejor temporada para verla es de julio a septiembre, cuando el caudal tiene la mayor cantidad de agua.
Cusárare viene del Rarámuri y significa "las aguilillas".